# Пелевино (Ярославская область)
Пелевино — деревня Арефинского сельского поселения Рыбинского района Ярославской области .
Деревня расположена к югу от центра сельского поселения села Арефино. Она стоит на левом берегу одноименного ручья Пелевин, примерно на 1 км выше по течению деревни Ананьино. Примерно в 1 км к северо-западу от Пелевино протекает ручей Кисимов, на нем к западу от Пелевино стоит деревня Починок, а к северу деревня Кисисмово. Ручей Кисимов впадает в Пелевин в центре деревни Ананьино. От Ананьино через Пелевино вдоль одноименного ручья на юго-запад идёт дорога к Локтево, стоящей в верховьях ручья Пелевин. Эта дорога служит для связи с удалённой группой деревень, на юге сельского поселения: Поздняково, Локтево, Ушаково, Долгий Луг, Ивановское, Поповское .
Деревня Пелевина обозначена на плане Генерального межевания Рыбинского уезда 1792 года.
На 1 января 2007 года в деревне Пелевино числилось 4 постоянных жителя . Почтовое отделение, расположенное в деревне Ананьино обслуживает в деревне Пелевино 8 домов .